# كلو جونز
كلو جونز (بالإنجليزية: Chloe Jones)‏ أما اسمها الحقيقي فهو ميليندا دي جونز، ولدت في 17 يونيو 1975 وتوفيت في 4 حزيران/يونيو 2005، هي ممثلة إباحية أمريكية.

## النشأة والمسيرة المهنية
ولدت ميليندا دي جونز ونشأت في سيلسبي، تكساس. وبعد تخرجه من المدرسة الثانوية في نفس مدينتها في عام 1994 غادرتها باتجاه كاليفورنيا مع مبلغ 400 دولار في جيبها.
ظهرت في مسلسل كوميدي بسيط كما سبق وأن شاركت مع آنا نيكول سميث في فيلم آخر وقد لُقبت بمارلين مونرو في عالم السينما (لم تكن قد ولجت بعد عالم الإباحية).
ظهرت في وقت لاحق في المجلة الشهيرة بلاي بوي كما ظهرت صورها في وضعيات مثيرة في مجلة فانيتي فير، ونفس الأمر بالنسبة لمجلة بينتوز وسوانك.
شاركت عام 2001 في أول فيلم إباحي لها وقد حققت شهرة لا بأس بها قبل أن تُوقع عقدا مع شركة أحاسيس جديدة، ثم وقعت عقد آخر مع شركة الترفيه الحية وذلك بحلول شباط/فبراير 2003، لكنها سرعان ما انسحبت من العقد مع هذه الشركة الأخيرة بعدما قضت معهم خمسة أشهر فقط. تقاعدت كلو من عالم صناعة الجنس في عام 2004 بعد أن كانت قد صورت ما مجموعه 18 فيلما في مجال الإباحة.
في آذار/مارس 2005، ظهرت جونز في برنامج المستفسر الوطني مدعية أن تشارلي شين كان من بين أحد الخاطبين لها في شباط/فبراير 2005، كما ظهرت مرتين على برنامج هوارد ستيرن شو في عام 2003.

## الموت
توفيت جونز في عام 2005 وذلك قبل أسبوعين من عيد ميلادها الثلاتين، موتها المبكر طرح علامة استفهام كبيرة في وسط المجتمع الأمريكي وقد اعتُبر أن سبب الوفاة هو فشل الكبد الناجم عن تعاطي المخدرات والكحول. دُفنت في حديقة الذكريات بمقبرة في هيوستن في تكساس.

## روابط خارجية
- كلو جونز على موقع IMDb (الإنجليزية)
- كلو جونز على موقع إن إن دي بي (الإنجليزية)
- كلو جونز على موقع قاعدة بيانات الفيلم (الإنجليزية)
- كلو جونز على موقع كينوبويسك (الروسية)